# Baumühle (Hohenfels)
Baumühle ist ein Gemeindeteil des Marktes Hohenfels in Landkreis Neumarkt in der Oberpfalz in Bayern.

## Geographische Lage
Die Einöde liegt im oberpfälzischen Jura der Südlichen Frankenalb von Hohenfels aus etwa 2 km flussabwärts rechts des Forellenbaches, der in östlicher Richtung der Vils zufließt, auf ca. 375 m ü. NHN. Die Mühle liegt nördlich an der im Tal verlaufenden Staatsstraße 2234.

## Geschichte
Die Mühle Baumgarten, die spätere Baumühle, unterstand gemäß einem Vertrag über den Grenzverlauf zwischen Alter und Junger Pfalz von 1542 hochgerichtlich dem kurpfälzischen Pflegamt Hohenfels, niedergerichtlich Pfalz-Neuburg. Im Kartenwerk von Christoph Vogel von ca. 1600 ist das Anwesen ebenfalls als „Baumgarthen/Beumgerthenm[ühle]“ verzeichnet. Im 18. Jahrhundert gehörte die Baumühle mit Markstetten zur Hofmark Markstetten mit Landsassenpflicht zu Neuburg. Am Ende des Alten Reiches, um 1800, bestand die Baumühle (auch Baammühl) nach wie vor aus einem Anwesen.
Im Königreich Bayern wurde um 1810 der Steuerdistrikt Markstetten gebildet und 1814 zum Landgericht Parsberg (später Landkreis Parsberg) gegeben. Zu diesem gehörten die drei Dörfer Markstetten, Affenricht und Haasla, der Weiler Kleinmittersdorf sowie die Einöden Fuchsmühle, Ammelacker, Ammelhof, Höfla, Friesmühle, Baumühle, Blechmühle, Lauf, Schönheim und Unterwahrberg.
Mit dem zweiten Gemeindeedikt von 1818 entstand die Ruralgemeinde Markstetten, der wiederum die Baumühle angehörte. Diese Gemeinde wurde zum 1. Mai 1978 nach Hohenfels eingemeindet. Seitdem ist die Einöde Baumühle ein Gemeindeteil von Hohenfels.
Nach den Zerstörungen des Dreißigjährigen Krieges wurde die Mühle unter Wiederverwendung von Balken von 1648 neu errichtet. 1922 wurde das oberschlächtige Wasserrad durch eine Turbine ersetzt. 1925 brannte die Mühle ab und wurde wiederum neu errichtet. Sie bestand aus einer Mahlmühle und einem Sägewerk. Der Mahlbetrieb wurde 1957 stillgelegt. Das Sägewerk ist noch in Betrieb.
Gebäude- und Einwohnerzahl:
- 1830: 1 Familie, 1 Haus[9]
- 1838: 11 „Seelen“, 1 Haus[10]
- 1861: 10 Einwohner, 4 Gebäude[11]
- 1871: 11 Einwohner, 3 Gebäude; Großviehbestand 1873: 2 Pferde, 7 Stück Rindvieh[12]
- 1900: 7 Einwohner, 1Wohngebäude[13]
- 1925: 8 Einwohner, 1Wohngebäude[14]
- 1950: 9 Einwohner, 1 Wohngebäude[15]
- 1987: 7 Einwohner, 1 Wohnhaus, 1 Wohnung[1]

Auch heute ist nur eine Hausnummer vergeben.

## Kirchliche Verhältnisse
Die Einöde gehörte seit jeher zur katholischen Pfarrei St. Ulrich in Hohenfels im Bistum Regensburg. Dorthin gingen die Kinder auch zur Schule.